# لن أتخلى عنك أبدا (أغنية)
لن أتخلى عنك أبدا (بالإنجليزية: Never Gonna Give You Up)‏ هي أغنية سجلها المغني وكاتب الأغاني البريطاني ريك أستلي، وتم إصدارها كأول أغنية فردية له في 27 يوليو 1987. تم كتابتها وإنتاجها بواسطة أيتكين ووترمان، وتم إصدارها كأول أغنية من ألبوم أستلى الأول «كلما كنت بحاجة إلى شخص ما» (1987). كانت الأغنية الأكثر نجاحًا عالميًا، في البداية في المملكة المتحدة في عام 1987، حيث بقيت في المركز الأول لمدة خمسة أسابيع وكانت الأغنية الأكثر مبيعًا في ذلك العام. تصدرت المركز الأول في 25 دولة بما في ذلك الولايات المتحدة وألمانيا الغربية. فازت الأغنية بجائزة أفضل أغنية بريطانية في حفل جوائز بريت عام 1988.
أصبح الفيديو الموسيقي للأغنية أساسًا لميم الإنترنت «ريك رولنج» (بالإنجليزية: Rickrolling)‏، مما أدى إلى الإشارة إلى الأغنية أيضًا باسم «أغنية Rickroll». في عام 2008، فاز أستلي بجائزة أم تى في يوروب ميوزك لأفضل تمثيل على الإطلاق مع الأغنية، نتيجة التصويت الجماعي من آلاف الأشخاص على الإنترنت، بسبب ظاهرة ريك رولنج الشعبية. وتعتبر أغنية آستلي أغنية توقيع، وكثيرا ما لعبت عليه في نهاية حفلاته الحية.

## إنتاج
تم تسجيل أغنية «لن أتخلى عنك أبدا» في استوديوهات PWL في جنوب لندن، إنجلترا. جهير الأغنية أنتجت باستخدام مازج الاصوات الرقمى ياماها DX7، في حين أن جهاز لين 9000 كان يستخدم ل الطبول والتسلسل. وتشمل المعدات الأخرى المستخدمة جهاز توليف تناظري Roland Juno 106، وياماها Rev5 وRev7 رد الصوت.

## نجاح الأغنية
في 12 مارس 1988، وصلت أغنية «لن أتخلى عنك أبدا» إلى المركز الأول في بيلبورد في أمريكا بعد أن لعبه منسق الموسيقى المقيم، لاري ليفان، في بارادايس جراج في عام 1987. تصدرت الأغنية المركز الأول في 25 دولة حول العالم.
أدرجت تايم آوت أغنية لن أتخلى عنك أبدا في المرتبة 33 في قائمة أفضل 50 أغنية في الثمانينيات في عام 2018، مضيفة: «تلك الأوتار المركبة، تلك الحذاء والسراويل المذهلة، صوت أستلى القوي بشكل غريب وخطابه الرومانسي كل ذلك يضيف ما يصل إلى ثلاث دقائق ونصف من أكثر الدقائق المحمسة في الثمانينيات».
في عام 2020، صنفتها صحيفة الغارديان في المرتبة 44 في قائمتها لأكبر 100 أغنية بريطانية تحتل المرتبة الأولى.

## ريك رول (ميم على الإنترنت)
«لن أتخلى عنك أبدا» هو موضوع مزحة شهيرة على الإنترنت تُعرف باسم "rickrolling" (بالعربية: ريك رولنج) تتضمن روابط مضللة (عناوين URL مختصرة بشكل عام) تعيد التوجيه إلى الفيديو الموسيقي للأغنية. بدأ في الأصل من قبل المستخدمين في فورتشان، بحلول مايو 2007، اكتسبت هذه الممارسة شهرة على الإنترنت، وازدادت شعبيتها بعد استخدامها كنكتة يوم كذبة أبريل 2008 من قبل العديد من الشركات الإعلامية والمواقع الإلكترونية، بما في ذلك يوتيوب الذي يسرد جميع ميزاته في ذلك اليوم ومواقع الويب التي تسمح للأشخاص بإعادة تشغيل ذلك على أجهزة أصدقائهم.
كانت هناك تقارير تفيد بأنه على الرغم من أن مقطع الفيديو حصد ملايين الزيارات على يوتيوب، إلا أن أستلي لم يكسب أي أموال تقريبًا من ظاهرة الإنترنت، حيث تلقى 12 دولارًا أمريكيًا فقط من عائدات يوتيوب مقابل حصته في الأداء اعتبارًا من أغسطس 2010. نفى أستلي تلك التقارير في عام 2016.

## فيديو الأغنية
في 24 أكتوبر 2009، تم تحميل الفيديو الموسيقي لـ «لن أتخلى عنك أبدا» لعام 1987، رسميًا على يوتيوب، من إخراج سيمون ويست. وصل الفيديو كليب في 29 يوليو2021 إلى مليار مشاهدة.